# 2319 Aristides
2319 Aristides este un asteroid din centura principală, descoperit pe 17 octombrie 1960 de PLS.